# Ctenophthalmus yunnanus
Ctenophthalmus yunnanus är en loppart som beskrevs av Jordan 1932. Ctenophthalmus yunnanus ingår i släktet Ctenophthalmus och familjen mullvadsloppor. Inga underarter finns listade i Catalogue of Life.